# Власко Андрій Сергійович
Андрій Сергійович Власко (нар. 17 лютого 1992 року у Севастополі) — український футболіст, колишній півзахисник ФК «Волинь».
У першій лізі чемпіонату України дебютував 8 червня 2007 року в матчі «Волинь» — «Десна». Усього за «Волинь» зіграв 9 матчів, забив 1 гол.